# Almacenes Old England

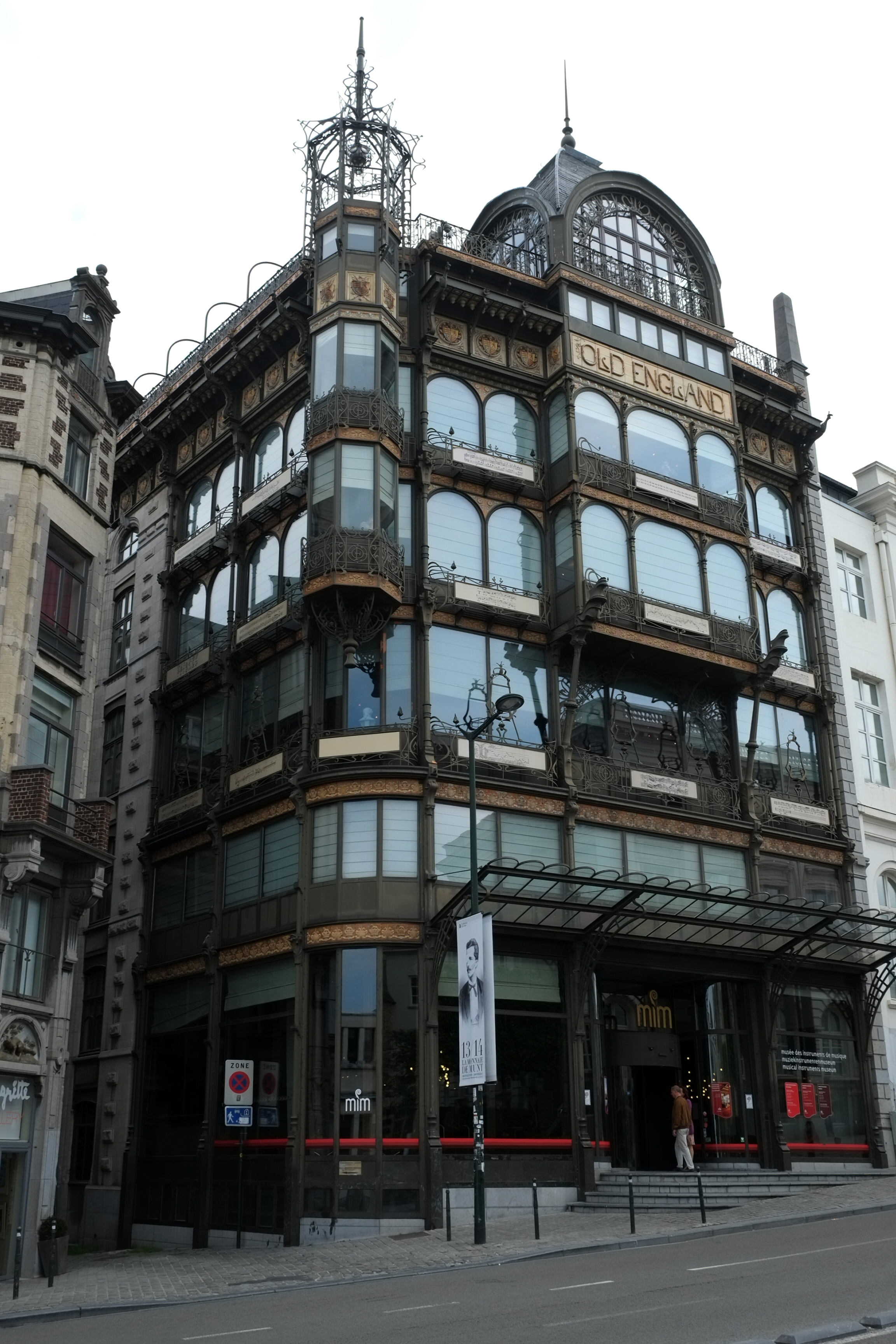
Edificio Old England, Museo de instrumentos musicales de Bruselas

El edificio de los antiguos almacenes Old England es obra del arquitecto Paul Saintenoy, que lo construyó en 1899 para ampliar la tienda situada en el edificio Spangen. En la actualidad está ocupado por el museo de instrumentos musicales de Bruselas.
Constituye uno de los más bellos ejemplos del Art nouveau de Bruselas. Está situado en el corazón del Mont des Arts, frente a la fuente de Alexander Calder.
Construido en hierro forjado y fundición, también posee frisos de loza y numerosos detalles decorativos de inspiración vegetal. Saintenoy supo explotar la ligereza y maleabilidad del hierro forjado, realizando una torreta en la esquina y una marquesina en la fachada trabajadas como auténticas piezas de joyería. Su estructura de hierro y vidrio optimiza la luz natural. Los pisos de hormigón, de solo 8 cm de espesor, se apoyan sobre una red de barras de hierro que también forman finas columnas.
En 1989 se iniciaron los trabajos de restauración, que duraron más de diez años, debido al mal estado del edificio. Por falta de presupuesto para su mantenimiento y el poco gusto por el art nouveau en esa época, se habían eliminado muchos elementos decorativos o estaban muy deteriorados. Hizo falta sustituirlos o restaurarlos, y también realizar un considerable trabajo de investigación, pues eran escasos los documentos que mostraran la apariencia original del edificio. Hoy, los antiguos almacenes Old England han recuperado su esplendor gracias a estos trabajos, de tal extensión y calidad que la restauración de las fachadas fue merecedora de un premio.
La entrada, el guardarropa y la distribución entre las distintas salas de exposición del museo se encuentran en el edificio de Saintenoy. Desde la cafetería, situada en el último piso, se disfruta de una hermosa vista panorámica de Bruselas.